# Кангаба
Кангаба (фр. Kangaba) — город на юго-западе Мали, в области Куликоро.

## История
Кангаба была основана в 1050 году племенем мандинка, которое стало вассалом империи Гана. В первой половине XIII века империя Гана потерпела поражение от королевства Соссо и потеряла всех вассалов. В 1235 году фаама (вождь) племени мандинка Сундиата Кейта в битве при Крине разбил войска Соссо и основал империю Мали. Кангаба стала одним из главных городов империи наряду с Ниани. 

## Географическое положение
Расположен в юго-западной части области, примерно в 50 км от границы с Гвинеей, на высоте 332 м над уровнем моря.

## Население
По данным на 2013 год численность населения города составляла 23 429 человек.
Динамика численности населения города по годам:
| 1998   | 2013   |
| ------ | ------ |
| 14 981 | 23 429 |

## Достопримечательности
В центре города располагается круглое кирпичное здание с конической крышей, известное как Камаблон. Сегодня оно рассматривается как часть Всемирного наследия ЮНЕСКО.